# Nazar (rappeur)
Nazar, de son vrai nom Ardalan Afshar, né le 20 septembre 1984 à Téhéran, en Iran, est un rappeur autrichien.

## Biographie
D'origine iranienne et afshar, Ardalan grandit à Vienne. Son père meurt au combat lors de la guerre Iran-Irak, sa mère fuit en Autriche avec lui et son frère. Il vit dans le quartier de Favoriten, où il se bagarre souvent avec les néo-nazis. Il commence à rapper en 2006. Durant un concert à Stuttgart, il est remarqué par le label Assphalt Muzik. L'année suivante, il publie plusieurs chansons sur Internet.
En juin 2008, il est condamné pour vol avec violence. Son avocat explique son client avait un différend et qu'il portait un pistolet que pour se défendre. Le premier single officiel Streetfighter Part 2 annonce un prochain album. Kinder des Himmels sort le 27 juin 2008. Le clip passe dans Total Request Live et prend la première place. De même pour Präsidentenwahl (avec Summer Cem) quelques mois plus tard.
En 2010, il collabore avec RAF Camora pour sortir l'album Artkore. Après avoir déclaré au printemps vouloir se retirer de l'industrie de la musique, il publie la chanson Meine Stadt enregistrée avec Chakuza, RAF Camora et Kamp. Le 5 septembre, il participe à un concert gratuit initié entre autres par Petr Baxant, un élu du SPÖ. Il dit ainsi apporter son soutien à l'opposition au FPÖ dont le président Heinz-Christian Strache le qualifie de « rappeur terroriste et islamiste. »
Le 6 mai 2011, le documentaire Schwarzkopf de Arman T. Riahi qui raconte le parcours de jeunes issus de l'immigration, où Nazar tient un rôle important, sort au cinéma. Dans le même temps, il publie l'album Fakeer coproduit avec RAF Camora. Il atteint la sixième place des ventes. Un an plus tard, Nazar et RAF Camora annoncent leur séparation. Le 7 septembre 2012, son quatrième album solo Narkose sort et prend la dixième place des ventes en Allemagne. En mai 2013, il remporte un Amadeus Award. Quelques mois plus tard, il annonce travailler pour un prochain album qui sera édité en 2014 avec le titre de Camouflage. 
Le 16 avril 2014, il signe un contrat avec Universal Music,. Camouflage est produit notamment par Thomas Rabitsch, le producteur de Falco et d'autres artistes connus. En 2015, le clip d'An manchen Tagen reçoit un Amadeus dans la catégorie « meilleure vidéo ».

## Discographie
- 2008 : Kinder des Himmels
- 2009 : Paradox
- 2011 : Fakeer
- 2012 : Narkose
- 2013 : Fakker Lifestyle
- 2014 : Camouflage